# Xeropsamobeus mohavei
Xeropsamobeus mohavei är en skalbaggsart som beskrevs av Gordon och Paul E.Skelley 2007. Xeropsamobeus mohavei ingår i släktet Xeropsamobeus och familjen Aphodiidae. Inga underarter finns listade i Catalogue of Life.